# Le Fil des cœurs
Le Fil des cœurs est une mélodie d'Augusta Holmès composée en 1902.

## Composition
Augusta Holmès compose Le Fil des cœurs en 1902, sur un poème qu'elle écrit elle-même. Il existe deux versions de la mélodie : l'une pour mezzo-soprano ou baryton en fa  majeur, l'autre pour soprano ou ténor. L'œuvre est publiée aux éditions Heugel.